# БРДМ-2
Бойова розвідувально-дозорна машина БРДМ-2 — основна бойова броньована машина розвідувальних військ радянського виробництва. Колісна, броньована, плаваюча, озброєна 14,5-мм великокаліберним кулеметом КПВТ, спареним 7,62-мм кулеметом ПКТ у баштовій установці. 22 травня 1962 бойова машина була прийнята на озброєння. Серійне виробництво було організовано в 1963 на ГАЗі, а з 1965 і на Арзамаському машинобудівному заводі та тривало в СРСР до 1989 року. Виробництво продовжується в Польщі.

## Модифікації
- БРДМ-2М (А) — модернізований варіант БРДМ-2. Виробник — Арзамаський машинобудівний завод. Машина полегшена — зняті бортові колісні механізми підвищення прохідності, замість них з'явилися трапецієподібні двері від БТР-70. Підвіска уніфікована з БТР-80. Замість бензинового двигуна встановлено турбодизельний двигун Д-245.9 потужністю 136 к.с.. БРДМ оснащений баштою БПУ-1, озброєною 14,5-мм кулеметом КПВТ і 7,62-мм кулеметом ПКТ (причому кут обстрілу КПВТ збільшений до +60°), і обладнаний сучасними радіостанціями Р-163 або Р-173.
- БРДМ-2МБ1 — білоруська модернізація БРДМ-2, проводиться ВАТ «140 ремонтний завод». Демонтовані водометні рушії та додаткові колеса. Встановлені бічні люки десанту, радіостанція Р-173, новий дизельний двигун Д245.30Е2, потужністю 155 к.с., бойовий модуль Адунок і система відеоспостереження. Озброєний 12,7-мм кулеметом НСВТ. Екіпаж збільшений до 7 чоловік.
- БРДМ-2МС — російська модернізація. Посилено бронювання, оновлено двигун, демонтовано пневматичні колеса у центрі корпусу, виконано бічні люки.[3]
- BRDM-2M-96i — модернізований варіант, створений в 1997 році в Польщі. На машину встановлено шестициліндровий дизельний двигун Iveco Aifo 8040, нові гальма.
- BRDM-2M-96ik «Szakal» — модифікація, розроблена в 2003 році в Польщі. На машину встановлені шестициліндровий дизельний двигун Iveco Aifo 8040SRC, нова радіостанція RRC-9500, кондиціонер і гратчасті протикумулятивні екрани. Замість 14,5-мм кулемета в башті встановлено 12,7-мм кулемет WKM-B.
- BRDM-2M-97 «Żbik-B» — подальша модернізація BRDM-2M-96i. Оснащена шестициліндровим дизельним двигуном Iveco Aifo 8040 SRC-21.11, новою трансмісією і додатковим обладнанням.
- Курјак — модернізований варіант виробництва Сербії.
- LOT-B — чеська модернізована версія.
- LOT-V — командирська версія LOT-B.

### Вірменія
- БРДМ-2-23М — замість кулеметів 14,5-мм КПВТ та 7,62-мм ПКТ встановлено 23-мм автоматичну гармату 2А14. Для відводу порохових газів на башті встановлено вентиляційний клапан. Бензиновий двигун ГАЗ-41 замінений на дизельний СМД-21-08.

### Азербайджан
- ZKDM — Компонування машини повністю змінене, маленькі віконця видалені, конфігурація передньої частини корпусу перероблена. Водій сидить у передній частині корпусу ліворуч, командир — праворуч від нього. Люки у верхній частині корпусу збережені. По кожному борту є двері за рахунок зняття допоміжних коліс. Водомет у задній частині корпусу видалений. Бензиновий двигун БРДМ-2 замінений новим дизельним двигуном D-245.30E2 потужністю 150 к.с., максимальна швидкість машини зросла до 100 км/год. На ZKDM застосована V-подібна технологія днища. Корпус забезпечує захист від бронебійно-запальних куль Б-32 зі сталевою серцевиною. Машина оснащена новою баштою з 23-мм двоствольною гарматою ГШ-23, 7,62-мм кулеметом, 30-мм автоматичним гранатометом АГС-30, чотирма димовими гранатометами (по два на кожній стороні башти). Башта управляється навідником дистанційно і оснащена системою управління вогнем.[4]

### Україна

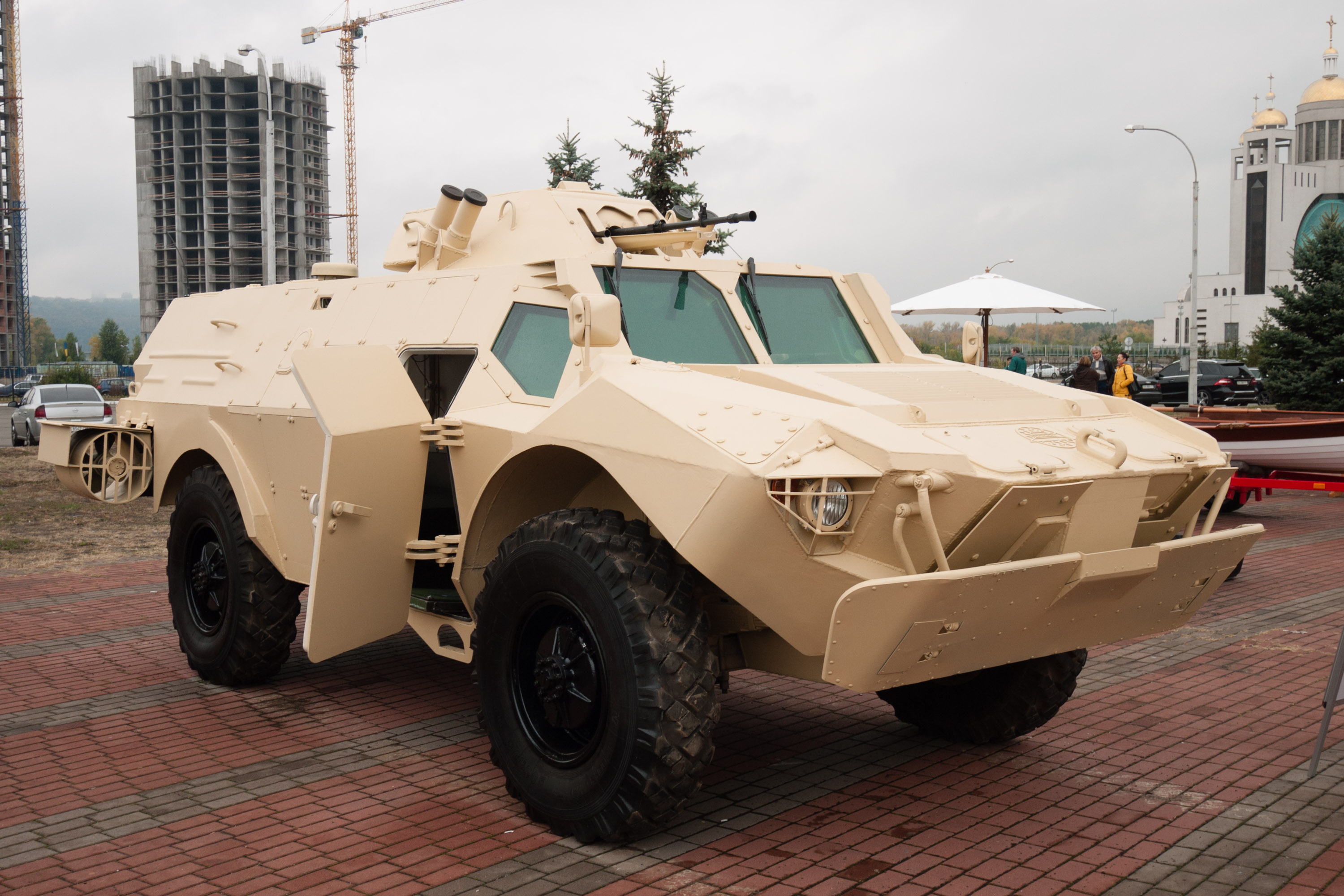
БКМ «Геккон» у Києві. 2016 р.

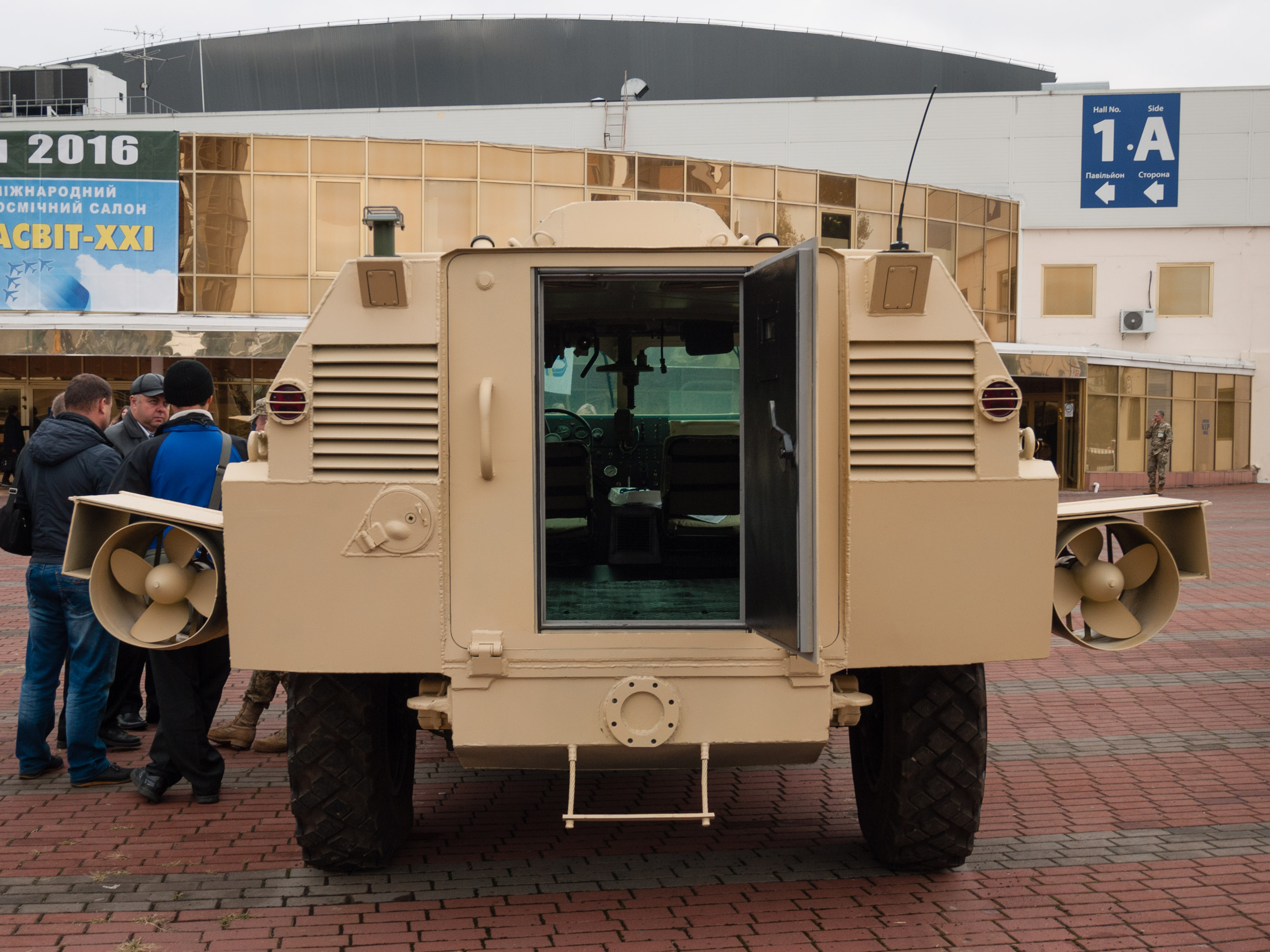
БКМ «Геккон» у Києві. 2016 р.

- БРДМ-2ЛД — українська модернізація БРДМ-2, проводиться ДП «Миколаївський ремонтно-механічний завод», шляхом установки дизельного двигуна СМД-21-08 українського виробництва.
- БРДМ-2ДІ «Хазар» — українська модернізація БРДМ-2 2005 року, проводиться ДП «Миколаївський ремонтно-механічний завод» шляхом установки дизельного двигуна FPT Iveco Тектор (Євро-3) і нового комплексу озброєння. До початку 2011 року машина пройшла державні випробування. 29 жовтня 2014 року дві БРДМ-2ДІ «Хазар» були замовлені для прикордонної служби України. Виробництво розпочато 30 грудня 2014 на Миколаївському бронетанковому заводі.
- БРДМ-2ДП — українська модернізація БРДМ-2. Полегшена модифікація, оснащена дизельним двигуном, проводиться ПрАТ «Завод „Маяк“», м. Київ. Озброєння — носовий 12,7-мм кулемет ДШКМ і 2 бортових 7,62-мм кулемета СГМБ. Також машина обладнана бічними дверима для десанту, знімними противокумулятивними сітками і пристроєм для подолання траншей і окопів.
- БРДМ-2Т — українська модернізація БРДМ-2, компанії «Техімпекс». Демонтовані додаткові колеса. Встановлено бічні люки десанту, як у БТР-70, радіостанція Р-173, новий дизельний двигун Д245.30Е2 потужністю 155 к.с., передні і задні габаритні ліхтарі БТР-70, нові колеса з безкамерними шинами. Кулемет КПВТ замінений на 12,7-мм НСВТ. Так само можлива установка інших бойових модулів.
- БКМ «Геккон» — українська модернізація БРДМ-2, інженерної групи «Арей». Демонтовані додаткові колеса, позаду машина має десантну апарель. Встановлено двигун General Motors на 215 к.с., замість механічної трансмісії використано гідростатичний привід. Комбінована броня корпусу здатна витримати обстріл бронебійними кулями калібру 12,7 мм, на машині встановлене протимінне днище. БКМ оснащено баштою з 12,7 та 7,62 мм кулеметами та системою постановки димових завад.

## Країни-експлуатанти БРДМ-2
- Алжир
- Ангола
- Афганістан
- Білорусь
- Бенін
- Болгарія
- Бурунді
- Вірменія
- В'єтнам
- Гвінея
- Гвінея-Бісау
- Екваторіальна Гвінея
- Грузія
- Джибуті
- Еритрея
- Ефіопія
- Єгипет
- Ємен
- Замбія
- Західна Сахара
- Зімбабве
- Індія
- Індонезія
- Кабо-Верде
- Казахстан
- Камерун
- Камбоджа
- Киргизстан
- Кот-д'Івуар
- Республіка Конго
- Куба
- Латвія
- Лівія
- Литва
- Маврикій
- Мадагаскар
- Мальдіви
- Північна Македонія
- Малі
- Мозамбік
- Молдова
- Монголія
- Намібія
- Нікарагуа
- Палестина
- Пакистан
- Перу
- Польща
- Росія
- Сейшельські Острови
- Сербія
- Сирія
- Словаччина
- Словенія
- Сомалі
- Судан
- США
- Танзанія
- Туркменістан
- Узбекистан
- Україна
- Центральноафриканська Республіка
- Чад

### Колишні країни-експлуатанти БРДМ-2
- СРСР
- Албанія
- Боснія і Герцеговина
- Демократична Республіка В'єтнам
- Гренада
- Естонія
- НДР
- Німеччина
- Ізраїль
- Ірак
- Народна Демократична Республіка Ємен
- Північний Ємен
- Румунія
- Сербія та Чорногорія
- Уганда
- Угорщина
- Чехословаччина
- Хорватія
- Югославія